# Car Wheels on a Gravel Road
Car Wheels on a Gravel Road è il quinto album in studio della cantautrice statunitense Lucinda Williams, pubblicato nel 1998.
Nell'ambito dei Grammy Awards 1999 il disco ha vinto il Grammy Award al miglior album folk contemporaneo.

## Tracce
1. Right in Time – 4:35
2. Car Wheels on a Gravel Road – 4:44
3. 2 Kool 2 Be 4-gotten – 4:42
4. Drunken Angel – 3:20
5. Concrete and Barbed Wire – 3:08
6. Lake Charles – 5:27
7. Can't Let Go – 3:28
8. I Lost It – 3:31
9. Metal Firecracker – 3:30
10. Greenville – 3:23
11. Still I Long for Your Kiss – 4:09
12. Joy – 4:01
13. Jackson – 3:42

## Formazione
- Lucinda Williams – voce, chitarra, dobro
- Gurf Morlix – chitarra, slide guitar, chitarra a 12 corde, cori
- John Ciambotti – basso, contrabbasso
- Donald Lindley – batteria, percussioni
- Buddy Miller – chitarra, mandolino, cori
- Ray Kennedy – chitarra a 12 corde
- Greg Leisz – chitarra a 12 corde, mandolino
- Roy Bittan – organo Hammond, fisarmonica, organo
- Jim Lauderdale – cori
- Charlie Sexton – chitarra, dobro
- Steve Earle – chitarra, armonica, cori
- Johnny Lee Schell – chitarra, slide guitar, dobro
- Bo Ramsey – chitarra, slide guitar
- Micheal Smotherman – organo
- Richard "Hombre" Price – dobro
- Emmylou Harris – cori

## Influenza culturale
Il titolo del film filippino del 2016 2 Cool 2 Be 4gotten del regista Petersen Vargas è ispirato alla traccia numero 3 dell'album.